# Jordi Magraner
Jordi Magraner   (Casablanca, 6 de desembre de 1958 - Districte de Chitral, 2 d'agost de 2002) fou un antropòleg i zoòleg d'origen valencià, i francès d'adopció.

## Biografia
Fill de republicans valencians que es van exiliar al protectorat espanyol del Marroc, Jordi Magraner va néixer a Casablanca. Als tres anys, es van traslladar temporalment a un barri perifèric de València només per tres anys. Finalment, la família dels Magraner es va establir a la perifèria de la ciutat de Valença, on en Jordi va créixer.
En Jordi va fer nombrosos viatges naturalistes per Europa per preparar-se per a les altes muntanyes que havia escollit explorar com a part de la seva recerca, és a dir, les muntanyes de l' Hindu Kush al nord del Pakistan, zones allunyades i encara poc explotades per l'home i que mai havien estat objecte de investigacions prèvies sobre homes salvatges.
L'any 1987 va emprendre l'expedició pel qual s'havia preparat viatjant cap a la part pakistanesa de l'Hindu Kush. S'hi va instal·lar amb els kalash per investigar la fauna de les muntanyes i així com investigar la possibilitat de trobar-hi l'home salvatge, l'anomenat ieti (conegut localment com barmano). Pocs anys després, fou amenaçat pels talibans, quan aquests van començar a expandir-se per la zona.
El 2 d'agost de 2002, fou trobat degollat amb una arma blanca a casa seva en un poble que es troba a prop de la ciutat de Bumburet juntament amb el seu ajudant de dotze anys, Wazir Ali. Quatre dies després, la policia local van detenir sis sospitosos que eren residents de la zona. Encara no és del tot clar el motiu de l'assassinat, si bé alguns assenyalen homosexualitat, la pedofília o la predicació del cristianisme.